# 愛人同志 (電影)
《愛人同志》是1989年上映的一部香港剧情片，由黄泰来执导，刘德华和钟楚红主演。故事以1980年代的越南为背景。成奎安憑本片入圍第9届香港电影金像奖最佳男配角提名。

## 剧情
1980年代，來到越南公幹报道美军战俘的香港攝影記者劉繼祖（劉德華 飾），認識了當地为官方服务的女翻譯阮红（鍾楚紅 飾），刘在一次交通事故中被抓進苦工营，不久在报社同事帮助下获释。红為了追查因参与民主运动而被关入牢营的弟弟的下落而約會劉，但劉誤走進民运示威隊伍中而再次被捕，後被判入苦工營三年，在那里犯人从事着苦力劳动和非人道的野蛮待遇；在苦工營中，刘找到了红的弟弟并認識了中越戰爭中被俘虜的中國人民解放军排長；當劉在營中和女翻譯官接觸後，決定寻找机会和她弟弟及幾名被俘虜的解放軍一起逃走。
最后在红的帮助下，刘与其他人拿起武器与关押犯人的越南士兵展开激战。红的弟弟中槍身亡；逃亡中劉的手被毒蛇咬，被逼砍下一隻手；被俘虜的解放軍的一個士兵因中地雷而自殺；存活的人最終一起逃到了中国廣西与人民解放军汇合。等到刘的同事和女友来接刘回香港时，红却选择只身返回越南，此举令已爱上她的继祖很伤心。

## 角色
| 演員   | 角色   | 粵語配音 | 國語配音 | 備註             |
| 劉德華 | 劉繼祖 | 朱子聰   | 杜德勳   | 香港攝影記者     |
| 鍾楚紅 | 阮紅   | 鍾楚紅   | 李宛鳳   | 越南女翻譯       |
| 成奎安 | 陳飛安 | 盧雄     |          | 被俘的解放軍排長 |
| 黃凱芹 | 阿Sam  | 黃志成   | 魏伯勤   | 香港記者         |
| 陳淑蘭 | 陳律師 | 何錦華   |          | 律師             |
| 黃智強 |        |          |          |                  |
| 童志   |        |          |          |                  |
| 梁十一 |        |          |          |                  |
| 麥飛鴻 |        |          |          |                  |
| 良鳴   |        | 盧雄     |          |                  |
| 黃一飛 |        | 李忠強   |          |                  |
| 劉俊輝 |        |          |          |                  |
| 林威   |        |          |          | 越南官員         |
| 韋基舜 |        | 馮永和   | 沈光平   | 香港出版社總編輯 |
| 龍銘恩 |        |          |          |                  |

## 音樂
《情深義更深》
粵語版主題曲。演唱：鍾楚紅、羅大佑。
《沒有你的明天》
國語版片尾曲。演唱：楊若；作詞：丁曉雯；作曲：蔡宗政；編曲：入江純。

## 獎項
| 年份 | 頒獎典禮            | 獎項       | 獲提名 | 結果 |
| ---- | ------------------- | ---------- | ------ | ---- |
| 1990 | 第9屆香港電影金像獎 | 最佳男配角 | 成奎安 | 提名 |

## 軼聞
1989年聖誕-新曆新年檔期，劉德華、成奎安主演或客串的賭神(劉德華主演、成奎安客串)、愛人同志(劉德華和成奎安主演)、精裝追女仔之3狼之一族(劉德華客串、成奎安主演)分别在香港三條院線上映。
此電影被指涉嫌損害越南的國家形象，男主角劉德華因而沒有獲得簽證，缺席2000年的亞太影展。 （页面存档备份，存于）

## 外部連結
- 香港影庫上《愛人同志》的資料（繁體中文）
- 開眼電影網上《愛人同志》的資料（繁體中文）
- 豆瓣电影上《愛人同志》的資料 （简体中文）
- 时光网上《愛人同志》的資料（简体中文）
- 爛番茄上《愛人同志》的資料（英文）
- 互联网电影数据库（IMDb）上《愛人同志》的资料（英文）